# Santo Antônio de Pádua (microregio)
Santo Antônio de Pádua is een van de 18 microregio's van de Braziliaanse deelstaat Rio de Janeiro. Zij ligt in de mesoregio Noroeste Fluminense en grenst aan de microregio's Itaperuna, Campos dos Goytacazes, Santa Maria Madalena, Cantagalo-Cordeiro, Cataguases (MG) en Muriaé (MG). De microregio heeft een oppervlakte van ca. 2.245 km². In 2006 werd het inwoneraantal geschat op 124.678.
Zes gemeenten behoren tot deze microregio:
- Aperibé
- Cambuci
- Itaocara
- Miracema
- Santo Antônio de Pádua
- São José de Ubá

Mesoregio's: Baixadas Litorâneas · Centro Fluminense · Metropolitana do Rio de Janeiro · Noroeste Fluminense · Norte Fluminense · Sul Fluminense

Microregio's: Bacia de São João · Baía da Ilha Grande · Barra do Piraí · Campos dos Goytacazes · Cantagalo-Cordeiro · Itaguaí · Itaperuna · Lagos · Macacu-Caceribu · Macaé · Nova Friburgo · Rio de Janeiro · Santa Maria Madalena · Santo Antônio de Pádua · Serrana · Três Rios · Vale do Paraíba Fluminense · Vassouras